# 집광기

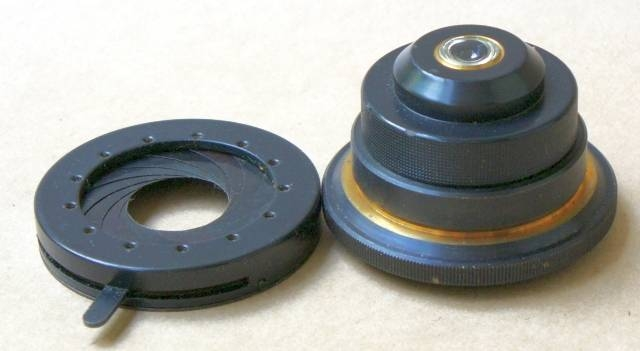
집광기(오른쪽) 및 부속 다이어프램(왼쪽)

집광기 또는 콘덴서(condenser)는 점 광원으로부터 발산하는 광선을 평행 또는 수렴 광선으로 렌더링하여 이미지화할 물체를 조명하는 광학 렌즈이다.
콘덴서는 현미경, 사진 확대기, 슬라이드 프로젝터, 망원경 등 모든 이미징 장치의 필수 부품이다. 이 개념은 전자현미경의 전자, 중성자 방사선, 싱크로트론 방사선 광학 등 광학적 변형을 겪는 모든 종류의 방사선에 적용 가능하다.